# Cuigy-en-Bray
Cuigy-en-Bray är en kommun i departementet Oise i regionen Hauts-de-France i norra Frankrike. Kommunen ligger i kantonen Le Coudray-Saint-Germer som tillhör arrondissementet Beauvais. År 2022 hade Cuigy-en-Bray 966 invånare.

## Befolkningsutveckling
Antalet invånare i kommunen Cuigy-en-Bray
| Referens: INSEE |